# Peter Tompkins
Peter Tompkins (* 19. April 1919 in Athens; † 23. Januar 2007 in Shepherdstown) war ein US-amerikanischer Journalist, Spion des Office of Strategic Services (OSS) in Rom im Zweiten Weltkrieg und Bestsellerautor.

## Biografie
Während des Zweiten Weltkriegs war er Kriegskorrespondent für die New York Herald Tribune und CBS. 1943 wurde er vom OSS rekrutiert und 1944 als verdeckter Ermittler in Italien eingesetzt. Er arbeitete eng mit Maurizio Giglio zusammen, einem italienischen Polizisten und OSS-Geheimagenten. 1962 veröffentlichte er sein Tagebuch mit dem Titel A Spy in Rome.
Seine bekanntesten Bücher sind The Secret Life of Plants (1973), Secrets of the Great Pyramid (1971) und Mysteries of the Mexican Pyramids (1976). Die Werke Geheimnisse der Großen Pyramide, Geheimnisse der mexikanischen Pyramiden und Die Magie der Obelisken sind zu Klassikern der „New Age“-Literatur geworden.
1977 moderierte er einen Dokumentarfilm mit dem Titel Secrets of the Bermuda Triangle unter der Regie von Donald Brittain.
Zu seinen Kindern gehört der Schriftsteller Ptolemy Tompkins.